# Modes grecs
Els modes grecs són una organització de sons descendents (que van des d'un so agut fins a un de més greu) establint distàncies d'un to o de mig to entre els set sons que els formen.
Els seus noms deriven dels subgrups grecs (doris), una petita regió en el centre de Grècia (Lòcrida), i alguns pobles veïns (no grecs) de l'Àsia Menor (lidis, frigis). L'associació d'aquests noms ètnics amb l'espècie d'octava sembla precedir Aristoxen, que va criticar la seva aplicació als tonoi  per part de teòrics anteriors a qui ell va anomenar Harmonicistes.

## Modes grecs antics
Els modes grecs antics (o escales gregues) segons la tradició d'Aristoxen de Tàrent van ser:
- Mode dòric: hypate meson–nete diezeugmenon (mi′–mi″)
- Mode locri (comú), o Mode hipodòric:  mese–nete hyperbolaion or proslambnomenos–mese (la′–la″ or la–la′)
- Mode frigi: lichanos hypaton–paranete diezeugmenon (re′–re″)
- Mode hipofrigi: lichanos meson–paranete hyperbolaion (sol′–sol″)
- Mode lidi: parhypate hypaton–trite diezeugmenon (do′–do″)
- Mode hipolidi: parhypate meson–trite hyperbolaion (fa′–fa″)
- Mode mixolidi: hypate hypaton–paramese (si–si′)

Aquests modes grecs antics van ser col·locats pels teòrics d'una forma ordenada dins d'un context més ampli (Sistema perfecte més gran). Encara que els modes eren una sèrie d'escales de set notes diatòniques (és a dir, amb cinc tons sencers i dos semitons), el nucli del sistema de so va ser el tetracord -un grup de quatre notes consecutives (com, de do a fa al piano) que comprèn l'interval de quarta.
Fins a l'entrada a l'edat mitjana, les notes estaven organitzades en ordre descendent, el tetracord bàsic que consisteix en dos tons sencers i un semitò: mi-re-do-si. Dos d'aquests tetracords, separats entre si per un to sencer, formant l'anomenat mode dòric: mi-re-do-si la-sol-fa-mi. El mode dòric es va prendre com a base per a la construcció del sistema global. El seu interval d'octava, (format per dos tetracords) es va ampliar afegint-hi un tercer tetracord, la-sol-fa-mi, per la part de dalt i un quart tetracord, mi-re-do-si, per la part de baix. En contrast amb els dos tetracords interiors, que estaven separats per un to sencer, cada tetracord exterior estava vinculat amb l'immediat interior per una nota compartida:
la sol fa mi re do si la sol mi fa do re si.
Depenent de la posició (distància) dels tons interposadats als tetracords, poden ser reconeguts tres  gèneres de les set espècies d'octava. El gènere diatònic (compost de tons i semitons), el gènere cromàtic (semitons i una tercera menor), i el gènere enharmònic (amb una tercera major i dos quarts o diesis). L'interval de quadratge de la quarta perfecta és fix, mentre que les dos tons interns són mòbils. Dins de les formes bàsiques, els intervals dels gèneres cromàtics i diatònics es feien variar respectivament, en tres i dos "matisos" (o  chroai ).

## Característiques
No s'ha de confondre els modes grecs amb els modes gregorians, encara que aquests siguin derivats dels anteriors.

| Mode     | Digitacions          |
| -------- | -------------------- |
| Jònic    | T 2 3 4 5 6 7 8      |
| Dòric    | 2 3 4 5 6 7 8 9      |
| Frigi    | 3 4 5 6 7 8 9 10     |
| Lidi     | 4 5 6 7 8 9 10 11    |
| Mixolidi | 5 6 7 8 9 10 11 12   |
| Eòlic    | 6 7 8 9 10 11 12 13  |
| Locri    | 7 8 9 10 11 12 13 14 |

 "La derivació dels significats de tots aquests modes és encara objecte de molta controvèrsia i és l'origen primer de l'"imbroglio des modes"
A diferència dels modes gregorians, en el sistema grec "les harmoniai [modes] no tenia nota final, nota dominant, o les relacions internes que permetin establir una jerarquia de les tensions i punts de descans, tot i que el mese ("nota en el medi") pot haver tingut una funció de la gravetat".
La  Guia de Teoria de la Música de Claude Abromont també fa èmfasi que aquests noms provenen d'"una interpretació errònia de la teoria grega". Segons Chailley i Abromont no hi ha relació entre aquests modes i la música antiga, donar-los aquest nom va ser un error de l'edat mitjana, corroborat i continuat el segle xvi amb el teòric Heinrich Loris (Henricus Glareanus), en la seva obra Dodecachordon (1547; Grec dōdeka, “dotze” i chordē, “corda”), en la que va afegir el mode jònic i el mode eòlic, que corresponen respectivament als modes actuals mode major i mode menor.

## Modes grecs medievals
L'Església romana d'Orient va desenvolupar en els seus orígens un sistema de vuit modes musicals (oktoekhos), que van servir com a model perquè els teòrics del cant pla medieval europeu desenvolupessin el seu propi sistema de classificació modal a partir del s. IX. De l'èxit d'Occident en sintetitzar aquest sistema amb elements del quart llibre de la sèrie  De institutione musica de Boeci va néixer la falsa impressió que els oktoekhi romans d'Orient eren herència directa de l'antiga Grècia.
El terme va ser usat originalment per a designar a una de les  harmoniai  tradicionals de la teoria musical grega i tenia diversos significats, entre els quals s'incloïa el sentit d'octava formada per vuit sons. Aquest nom va ser pres en el s. II (juntament amb altres sis) per Ptolemeu per a designar els seus set  tonoi  o tonalitats de transposició. Quatre segles més tard, Boeci va interpretar a Ptolemeu en Llatí, encara amb el sentit de tonalitats de transposició, no escales. Quan es va formular la teoria del cant en el s. XIX aquests set noms més un vuitè mode, Hipermixolidi (més tard modificat a Hipomixolidi), van ser presos novament en el tractat anònim  Alia Musica . Un dels comentaris sobre aquest tractat, anomenat  Nova Expositio , els va donar per primera vegada el sentit d'espècies d'octaves diatòniques, o escales.

### Modes gregorians (vuit modes)
Els vuit modes gregorians o modes eclesiàstics són una còpia dels vuit tons romans d'Orient i van prendre les seves denominacions dels modes grecs. Els modes medievals eren vuit: quatre anomenats modes autèntics-dòric, frigi, lidi i mixolídi- i quatre anomenats modes plagals, que s'obtenien desplaçant una quarta més avall dels anteriors i per això es designen amb el mateix nom que els modes autèntics, però amb el prefix hipo («sota», «baix»)-hipodòric, hipofrigi, hipolidi i hipomixolidi.

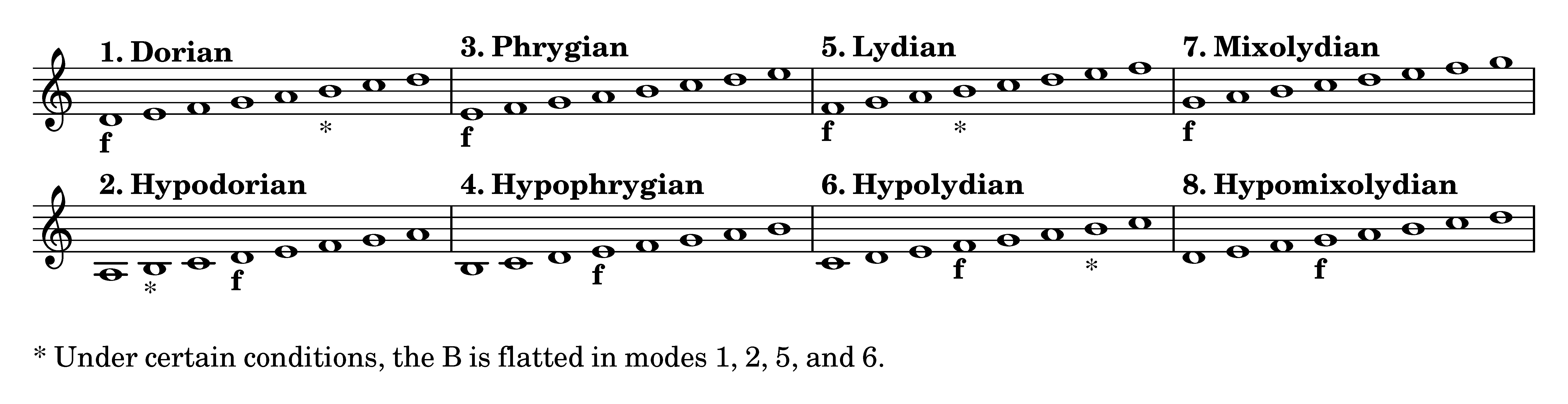
Els vuit modes gregorians. La lletra "f" indica "finalis" (Curtis, 1998).

| Mode autèntic   | Àmbit     | Nota final | Tenor |
| --------------- | --------- | ---------- | ----- |
| 1. dòric        | re a re   | re         | la    |
| 3. frigi        | mi a mi   | mi         | do    |
| 5. lidi         | fa a fa   | fa         | do    |
| 7. mixolidi     | sol a sol | sol        | re    |
| Mode plagal     | Àmbit     | Nota final | Tenor |
| 2. hipodòric    | la a la   | re         | fa    |
| 4. hipofrigi    | si a si   | mi         | la    |
| 6. hipolidi     | do a do   | fa         | la    |
| 8. hipomixolidi | re a re   | sol        | do    |